# 야신 브라히미
야신 브라히미(아랍어: ياسين إبراهيمي, 프랑스어: Yacine Brahimi, 1990년 2월 8일 ~ )는 알제리의 축구 선수로, 현재 카타르 스타스 리그의 알가라파에서 공격형 미드필더로 활약 중이며 알제리 축구 국가대표팀에서도 활약하고 있다.

## 국가대표팀
2014 FIFA 월드컵에 출전하여 1골 1도움을 기록하여 팀의 16강 진출에 크게 기여하였으며 16강전에서는 교체 출전하였다.

## 수상

### 클럽
FC 포르투
- 프리메이라리가 : 우승 (2017-18), 준우승 (2014-15, 2016-17, 2018-19), 3위 (2015-16)
- 포르투갈 슈퍼컵 : 우승 (2018)
- 타사 드 포르투갈 : 준우승 (2015-16, 2018-19), 4강 (2017-18)
- 타사 다 리가 : 준우승 (2018-19), 4강 (2014-15, 2017-18)

 알라이얀 SC
- 카타르 스타스 리그 : 준우승 (2019-20)
- 카타르 에미르컵 : 준우승 (2021)

### 국가대표팀
알제리
- 아프리카 네이션스컵 : 우승 (2019)
- FIFA 아랍컵 : 우승 (2021)

### 개인
- 스페인 프리메라리가 최우수 아프리카 선수 : 2013-14
- BBC 선정 올해의 아프리카 축구 선수 : 2014
- 아프리카 축구 연맹 선정 올해의 유망주 : 2014
- 아프리카 축구 연맹 올해의 팀 : 2014, 2015
- DZ풋도르 : 2014
- 알제리 발롱도르 : 2014
- 알제리 올림픽 & 스포츠 어워즈 최우수 알제리 선수 : 2014
- 프리메이라리가 이달의 골 : 2015년 10월/11월, 2016년 10월, 2018년 1월
- FC 포르투 올해의 선수 : 2017
- 오 조구 선정 올해의 선수 : 2017
- 오 조구 선정 올해의 팀 : 2017
- 포르투갈 축구 연맹 선정 프리메이라리가 올해의 팀 : 2017
- SJPF 선정 프리메이라리가 올해의 팀 : 2017
- 타사 다 리가 맨 오브 더 매치 : 2019 결승전
- 카타르 스타스 리그 올해의 팀 : 2019-20
- 카타르 스타스 리그 득점왕 : 2019-20 (15골·아크람 아피프와 공동 수상)
- FIFA 아랍컵 최우수선수 : 2021
- FIFA 아랍컵 실버볼 : 2021